# Trepalium (groupe)
Pour la série télévisée diffusée sur Arte, voir Trepalium.
Trepalium est un groupe de death metal français, originaire de Boismé, dans les Deux-Sèvres. Les membres de la future formation se rencontrent en juin 2000, et officialisent le groupe en novembre 2001.
Février 2004 voit l'enregistrement du premier album studio, Through the Absurd, au Studio des Milans. Un deuxième album, Alchemik Clockwork of Disorder, sortira en 2006. Ils changent de label pour Season of Mist en janvier 2009, auquel ils publient l'album XIII en février la même année. Au début de 2012, le groupe enregistre son quatrième album, qui est mixé par Thibault Chaumont au Deviant Lab. Le 8 juin 2012, ils publient donc H.N.P. chez Klonosphere (distribution Klonosphere/Season of Mist).
Le groupe annonce sa séparation sur les réseaux sociaux en 2024, précisant au passage que son septième album, inachevé, ne verra probablement pas le jour.

## Biographie

### Débuts (2001–2007)
Les membres de la future formation se rencontrent en juin 2000, et officialisent le groupe en novembre 2001. Enregistrement de la première démo, Psychic Storm, en autoproduction par Yann Ligner en janvier 2002, puis arrivée de KK au poste de chanteur en juin de la même année. En juin 2003, le groupe publie sa deuxième démo, Pain's Threshold, enregistrée en autoproduction par Yann Ligner et Fabrice Thiou. Trepalium intègre le collectif d'artistes poitevin Klonosphère aux côtés de groupes comme Klone, Hacride, Anthurus d'archer, Mistaken Element, et GTI.
Février 2004 voit l'enregistrement du premier album studio, Through the Absurd, au Studio des Milans (Gojira, Lofofora, Empalot, Manimal...) sous la houlette de Laurentx Etxemendi et Joseph Duplantier (Gojira) puis signe un contrat de deux albums chez Holy Records en avril de la même année. Sortie de l'album Through the Absurd en version digipack limité. Tournée nationale.
En 2005, le groupe participe au Furyfest. Ils enregistrent ensuite leur deuxième album studio, avec Sylvain Biguet (Klone, Mistaken Element, Comity...), puis mixent au Drudenhaus studio. Ce deuxième album de Trepalium, Alchemik Clockwork of Disorder, sortira en 2006. Il permettra au groupe de participer au Hellfest, la même année. Ils sortent le clip du titre Sick Boogie Murder, issu de l'album Alchemik Clockwork of Disorder, réalisé par Ben Deka (Les Films de la lymphe). Le groupe participe en 2007 au festival Brutal Assault en République tchèque.

### XIIIetH.N.P.(2008–2013)
Ils enregistrent un troisième album, mixé par Sylvain Biguet, suivi de l'enregistrement d'un DVD live à Parthenay (Diff'art) au début de 2008. Ils changent de label pour Season of Mist en janvier 2009, auquel ils publient l'album XIII en février la même année. Ils effectuent ensuite une tournée nationale de 19 dates aux côtés de Gojira dès le 7 février, puis participent au Hellfest, dont la performance est sortie en DVD.
Au début de 2012, le groupe enregistre son quatrième album, qui est mixé par Thibault Chaumont au Deviant Lab. Le 8 juin 2012, ils publient donc H.N.P. chez Klonosphere (distribution Klonosphere/Season of Mist). Alchemik Clockwork of Disorder, XIII et H.N.P. forment une trilogie sur la vie, la mort et l'« œuvre » de XIII, personnage symbolisé par un clown, mais surtout un fou qui devient presque un dieu dans le dernier chapitre de l'histoire. H.N.P. clôt ainsi une histoire, débutée en 2006, avec Alchemik Clockwork of Disorder. Le clip Sick Boogie Murder donne d'ailleurs le style de XIII grâce au chanteur Yann Ligner. Le groupe participe au Hellfest 2012 ainsi qu'à de nombreux festivals durant l'été avant de sortir son deuxième clip réalisé par Guillaume Jolly sur la chanson Heic Noenum Pax. S'en suivra une tournée de 38 dates durant les mois d'octobre et novembre : tournée nationale en tête d'affiche de 14 dates aux côtés de Klone et Hacride, puis tournée européenne de 24 dates aux côtés de Gojira et Klone (Norvège, Suède, Danemark, Angleterre, Écosse, Pays de Galles, France, Luxembourg, Belgique, Suisse). Le 11 avril 2013, Trepalium est l'invité de Stéphane Buriez pour l'émission Une Dose 2 metal, diffusée sur l'Énorme TV, une des chaînes de l'ADSL en France.

### Voodoo Moonshine(depuis 2014)
Entre décembre 2013 et janvier 2014, le groupe enregistre son cinquième album, Voodoo Moonshine, de nouveau mixé par Thibault Chaumont au Deviant Lab Studio. Ils sortent le clip Moonshine Limbo, réalisé par Benjamin Cappelletti, le 14 septembre 2014. Trepalium publie l'EP Voodoo Moonshine le 6 octobre 2014 chez Klonosphere (distribution Klonosphere/Season of Mist). Cependant, à cause d'une plainte du groupe américain Voodoo Moonshine, Trepalium change le titre de son EP pour Damballa's Voodoo Doll en janvier 2015, afin d'éviter une procédure judiciaire.
En octobre 2017, le groupe travaille sur un nouvel EP, mais se sépare de leur chanteur Cédric « KK » Punda. En janvier 2018, le Chanteur Renato Di Folco rejoint le groupe.

## Membres

### Membres actuels
- Renato Di Folco - chant (depuis 2018)
- Harun Demiraslan - guitare (depuis 2000)
- Nicolas Amossé - guitare (depuis 2001)
- Ludovic Chauveau - basse (depuis 2001)
- Sylvain Bouvier - batterie (depuis 2001)

### Anciens membres
- Cédric « KK » Punda - chant (2002-2017)

### Membres de session
- Aldrick Guadagnino - sessions live, guitare lors du Bombardo Tour 2006 (Klone, Step in Fluid, Blasphème, Sinscale...)
- Joe Duplantier - participation sur T.T.A, Voodoo Moonshine, et Damballa's Voodoo Doll (Gojira)
- Yann Ligner - participation sur A.C.O.D, et H.N.P (Klone, Mistaken Element)
- Matthieu Metzger - participation sur A.C.O.D, Voodoo Moonshine et Damballa's Voodoo Doll (Klone, ONJ, M. Ducret, L. Sclavis...)
- Marion Verstraeten - participation sur A.C.O.D
- Luis Roux - participation sur XIII et H.N.P (Hacride)
- Rémi Dumoulin - participation sur Voodoo Moonshine, Damballa's Voodoo Doll (ONJ, Magma ...)
- Sylvain Bardiau - participation sur Voodoo Moonshine, Damballa's Voodoo Doll (Jacques Higelin, ONJ, Marc Ducret, Journal Intime ...)
- Matthias Mahler - participation sur Voodoo Moonshine, Damballa's Voodoo Doll (Marc Ducret, Journal Intime ...)
- Gérald Villain - participation sur Voodoo Moonshine, Damballa's Voodoo Doll (Step In Fluid, Lhome ...)

## Discographie

### Albums studio
- 2004 : Through the Absurd
- 2006 : Alchemik Clockwork of Disorder
- 2009 : XIII
- 2012 : H.N.P.
- 2020 : From The Ground

### EP
- 2014 : Voodoo Moonshine (EP, édition limitée)
- 2015 : Damballa's Voodoo Doll (EP, édition UK)
- 2016 : Damballa's Voodoo Doll (EP, version vinyle)

### Démos
- 2002 : Psychic Storm (démo)
- 2003 : Pain's Threshold (démo)

### DVD
- 2005 : Holy Party
- 2006 : Hellfest DVD 2006
- 2009 : Hellfest DVD 2009